# ガッライ

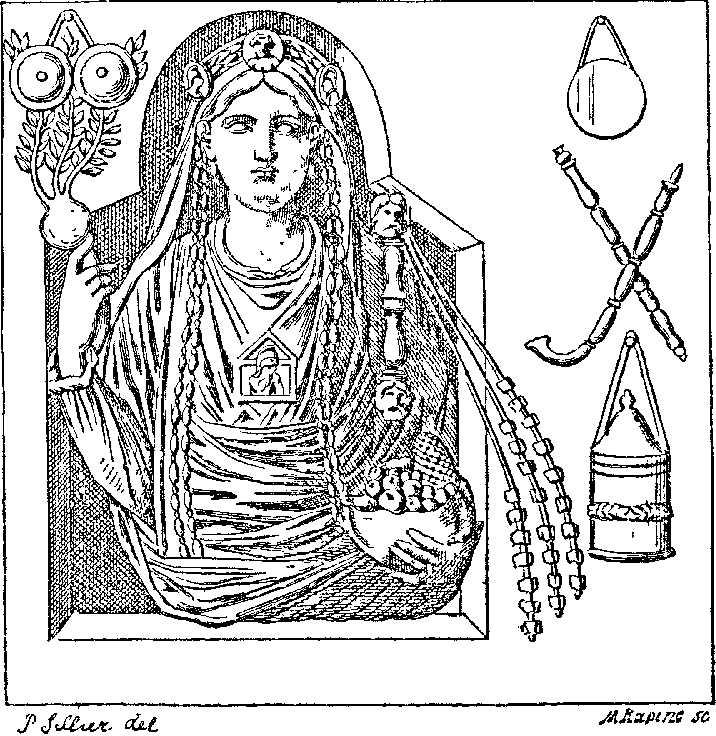
アルキガッルスのレリーフを描いた、19世紀の事典の挿画。

ガッライ（英語: Galli）は、古代ローマ時代に、フリギアの女神キュベレーへの信仰に帰依して、自らを去勢した神官たち[1]。ガッライのリーダーは、battakes と呼ばれたが、後には archigallus（アルキガッルス）と呼ばれるようになった。ガッライは、自らの意思で去勢したが、とりわけ陶酔的な祝祭が行われる3月24日の「血の日 (Dies Sanguinis)」にこれを執り行っていた。
キュベレーのガッライは、当時の小アジアにあった他の信仰集団と大きな違いはなく、当時の著述家たちが「宦官」と表現した人々は、ほかにもアプレイウスやルキアノスが記述したシリアの神アタルガティス(Atargatis)の神官や、エフェソスのアルテミス神殿の「ガッロイ」として存在していた。
ガッライの名の由来は、古代アナトリア中西部のフリギア地方に流れていたガッルス側に由来するキュベレーに仕えた最初の神官ガッルス(Gallus)にあるとされている。この名はフリギアのガッルス川に由来するものであるかもしれない。初期に造られたキュベレーの神殿のひとつはこの川のそばにあり、ガッルス川の水を飲むと狂気に陥り、自らを去勢することになる、という噂が生まれていた。ヒエロニムスは、ガッライという呼び名は、ローマに火を放った罰として去勢されたガリア人が多く含まれていたことを捉えて、ローマ人が名付けたのであろうと考えていたが、フリギア人がローマを襲おうとしたことはなく、この説は信憑性を欠いている[1]。ヒエロニムスは、アッリアの戦いに際して、強烈な反異教、反ガリアの立場を取っていたので、ガリア人や他の異教徒たちを糾弾する姿勢が強かった。また別の説は、ラテン語で「雄鶏」を意味する言葉の複数形 galli を可能性のある語源としている。
キュベレーのガッライが最初にローマを訪問したのは、紀元前203年に共和政ローマの元老院がキュベレーを国家が祀る神に正式に加える決定を下したときであった。しかし、1世紀に至るまでは、ローマ市民がガッライとなることは禁じられていた。この禁を解いたのは、クラウディウスであった。
これ以降の時期にガッライがどうなったのかは、情報が乏しい。キュベレーのみならず、他の異教信者たちは、三位一体派の異端や異教に対する攻撃を支持した皇帝テオドシウス1世が391年に発した勅令以降、迫害にさらされるようになったからである。ローマのキュベレーの神殿は破壊され、その跡地にはサンタ・マリア・マッジョーレ大聖堂が建設された。こうして、ガッライについて残された記録は、歴史と古文書だけになった。